# Лисово (Болгария)
Лисово (болг. Лисово) — село в Болгарии. Находится в Хасковской области, входит в общину Свиленград. Население составляет 3 человека (2011) — все цыгане.
| 1934 | 1946 | 1956 | 1965 | 1975 | 1985 | 1992 | 2001 | 2011 |
| ---- | ---- | ---- | ---- | ---- | ---- | ---- | ---- | ---- |
| 661  | 607  | 548  | 157  | 74   | 51   | 31   | 5    | 3    |

## Политическая ситуация
В местном кметстве Левка, в состав которого входит Лисово, должность кмета (старосты) исполняет Борис Борисов (Порядок, законность и справедливость (РЗС)) по результатам выборов 2011 года, прежде кметом была Маринка Желязкова Костадинова (Граждане за европейское развитие Болгарии (ГЕРБ)) по результатам выборов правления кметства 2007 года.